# デザイン工学科
デザイン工学科 (でざいんこうがっか）は、日本の大学の学科名。ただし近年では高校や専門学校についても、学科名として使用されている。

## 設置している学校
※「デザイン工学科」またはそれに類似する学科を持つ学校

#### 国公立大学
- 埼玉大学工学部 環境社会デザイン学科
- 富山大学 都市デザイン学部 材料デザイン工学科
- 山口大学 工学部 感性デザイン工学科（建築とメディア情報）
- 富山県立大学 工学部 知能デザイン工学科
- 岡山県立大学 デザイン学部
- 前橋工科大学 夜間主コース廃止、総合デザイン工学科に統合。

#### 私立大学
- 芝浦工業大学デザイン工学部
- 東京電機大学システムデザイン工学部
- 大阪工業大学 - ロボティクス&デザイン工学部に「システムデザイン工学科」、建築系の「空間デザイン学科」の設置。工学部の土木工学科は2002年4月に「都市デザイン工学科」へ改称
- 国士舘大学 工学部 建築デザイン工学科　は国士舘大学理工学部理工学科建築学系に
- 法政大学デザイン工学部 都市環境デザイン工学科 - 1947年法政工業専門学校建設科土木専修 1950年工学部建設工学科土木専攻 1965年建設工学科改組 土木工学科へ 2007年デザイン工学部都市環境デザイン工学科へ改組
- 東洋大学理工学部　都市環境デザイン学科
- 名城大学理工学部　社会基盤デザイン工学科 - 1946年名古屋高等理工科学校専門第一・第二本科土木科設置　1973年4月理工学部一部土木工学科、同二部土木工学科増設　2000年4月理工学部改組に伴い理工学部建設システム工学科設置　2013年4月に建設システム工学科から改称
- 近畿大学生物理工学部　人間環境デザイン工学科 - 2017年人間工学科から人間環境デザイン工学科へ変更
- 湘南工科大学工学部　総合デザイン学科
- 福岡大学工学部　社会デザイン工学科

#### 工業高等学校
- 岐阜県立岐阜工業高等学校
- 東京都立六郷工科高等学校
- 新潟県立長岡工業高等学校　テキスタイルデザイン工学科

#### 高等専門学校
- 神山まるごと高等専門学校　デザイン・エンジニアリング学科